# Роман, Брайан
| Открытые астероиды: 11         | Открытые астероиды: 11 |
| ------------------------------ | ---------------------- |
| 4490 Bambery [1]               | 14 июля 1988           |
| (4954) Эрик                    | 23 сентября 1990       |
| (5131) 1990 BG [1]             | 21 января 1990         |
| 5186 Donalu                    | 22 сентября 1990       |
| (5588) 1990 SW3                | 23 сентября 1990       |
| (5620) 1990 OA [1]             | 19 июля 1990           |
| (12272) 1990 SZ3               | 22 сентября 1990       |
| (19155) Lifeson                | 22 сентября 1990       |
| (23469) 1990 SY3               | 22 сентября 1990       |
| (24693) 1990 SB2               | 23 сентября 1990       |
| (29180) 1990 SW1               | 22 сентября 1990       |
| 1. совместно с Элеанорой Хелин |                        |

Брайан Роман (англ. Brian P. Roman) — американский астроном, планетолог и первооткрыватель астероидов, который работает в Паломарской обсерватории. В период с 1988 по 1990 год им было открыто в общей сложности около 11 астероидов, часть из которых была обнаружена совместно с Элеанорой Хелин. Он также является первооткрывателем нескольких короткопериодических комет: 111P/Хелин — Романа — Крокетта, 117P/Хелин — Романа — Алу и 132P/Хелин — Романа — Алу.
В знак признания его заслуг один из астероидов был назван в честь него (4575) Броман.